# Głos Polski (La Voix de la Pologne)
Głos Polski (La Voix de la Pologne) – polski emigracyjny dziennik, ukazujący się w Paryżu w latach 1939–1940.
„Głos Polski” był oficjalnym organem Rządu RP na uchodźstwie. Pierwszy numer ukazał się w Paryżu 28 listopada 1939. W piśmie publikowali m.in. Zygmunt Nowakowski, Kazimierz Wierzyński, Józef Łobodowski, Antoni Bogusławski, Jerzy Pietrkiewicz, Jan Rostworowski, Melchior Wańkowicz (fragmenty reportażu o kampanii wrześniowej), Maria Kuncewiczowa (rozdziały powieści Klucze), Aleksander Janta-Połczyński, Zofia Zaleska (powieść Przez płonący kraj).